# Bock i örtagård (film)
Bock i örtagård är en svensk svartvit film från 1958 i regi av Gösta Folke. Filmen är baserad på Fritiof Nilsson Piratens roman med samma namn och i rollerna ses bland andra Edvin Adolphson, Gunnel Broström och Eva Stiberg.

## Om filmen
Inspelningen ägde rum mellan 26 juli och 27 september 1957 i Filmstaden Råsunda, Kivik, Torup, Kristinehov, Ravlunda, Skepparp, Haväng, Brösarps backar, Stafsund och Skå kyrka. Manusförfattare var Olle Länsberg och fotograf Åke Dahlqvist. Originalmusik komponerades av Erik Nordgren och Charles Redland och filmen klipptes av Oscar Rosander. Den premiärvisades den 7 februari 1958 på Hansabiografen i Kivik och drygt en vecka senare hade den premiär i övriga landet. Den var 101 minuter lång och tillåten från 15 år.

## Handling
Filmen kretsar kring patron Jon Esping.

## Rollista
- Edvin Adolphson – patron Jon Esping, godsägare på Gottorp i Tosterup
- Gunnel Broström – Helfrid, kallad Guvernanten, patrons hålldam
- Eva Stiberg – Elisa Zackrisdotter
- Irma Christenson – fru Esping
- Åke Fridell – David Jespersson, exportör
- Åke Lindström – Johan Vricklund, målare
- Gunnar Sjöberg – kandidat Fabian
- Hugo Björne – Hagel, prost i Tosterup
- Per Björkman – Elof, kyrkvaktmästare
- Claes Thelander – pastor
- Helge Hagerman – Nils Åstrandsson
- Stina Ståhle – prostinnan

Ej krediterade
- John Norrman – Lutterlögn
- Einar Axelsson – Sommerhoff
- Kerstin Dunér – prostens piga
- Alvar Granström – organist
- Rune Turesson – statare
- Svea Holst – statarhustru
- Marrit Ohlsson – statarhustru
- Sven Nilson – kusk på Gottorp
- Karl Erik Flens – Lille August, statare
- Thomas Ladberg – Anton, Elisas och Johans son
- Inger Ollert – Anna, Elisas och Johans dotter
- Pia Ollert – Hillevi, Elisas och Johans dotter
- Bo Samuelson – Truls, dräng
- Ing-Margret Lackne – piga på Gottorp
- Agda Helin – Karolina, köksa på Gottorp
- Curt Engman – hovmästaren på Hotell Horn i Malmö
- Håkan Serner – smörgåspojken på Hotell Horn i Malmö
- Margareta Hansson – dansös på restaurangbord
- Ragnar Jahn – tågkonduktör
- Manne Grünberger – Jeremias, "Kverulanten" på kyrkostämman
- Sten Ardenstam – kyrkbesökare
- Harry Asklund – kyrkbesökare
- Claes Esphagen – kyrkbesökare
- Monica Lindberg – kyrkbesökare

Carl Andersson	bröllopsgäst
Ej identifierade
- Ulla Magnusson – mamma med baby
- Lillemor Jonsson – sjuksköterskan

Bortklippta
- Georg Skarstedt – korpral Krakow
- Birger Åsander – stensprängare
- Eric Fröling – länsbokhållaren